# N2O Records
N2O Recordsは、1997年にネイト・シミズによって設立された、アジアン・アメリカン・レコードレーベル。主に、ダブステップ、ジャングル、ドラムンベース音楽を取り扱っている。近年では日本のパンク・ロックバンドなどのアメリカ進出などにも力を注いでいる。

## 概要
スリップノットのシド・ウィルソンがDJスタースクリーム名義でリリースした初のソロアルバム『The New Leader』を2006年に発売。また、元アット・ザ・ドライヴイン、 De Facto、現在マーズ・ヴォルタのギタリストオマー・ロドリゲス・ロペスのソロアルバム『Calibration』を発売し、ビルボードのTop Heatseekers chartの29位を獲得した。
2006年、会社名を新たにCharged N2O Recordsに変更した後、日本のバンドBOOM BOOM SATELLITESのアメリカでのプロモーション活動に参加。その後、実験的にインディーズアーティスト、そしてメジャーで活躍するグループのソロ活動などを扱うようになった。近年では、Vato Negro, マーズ・ヴォルタ, Slipknot, ビーニ・マンなどのメンバーのサイドプロジェクトアルバムなどを多くリリースしている。
2008年9月までに、LAそして東京を拠点に11年間で130タイトルものCD・LPをリリースしてきた。
N2O Recordsは、アメリカ、カナダ、日本、ヨーロッパに配給会社を持ち、コーチ・エンターテイメントから主に配給されている。2008年は、Future Dub、General Malice、 日本からはDJ BAKU、UZUMAKI、Bomb FactoryなどがN2O Recordsに加わり、アメリカでの活動に力を入れている。
2008年には日本のバンド、UZUMAKIがロサンゼルスの有名DJ、 R.A.W.、General Malice、そしてSlipknotのDJ Starscreamと共に作り上げたRemixバージョンが入ったアルバム　“Sonic Break The Barrier”を発売し、同年にはBomb Factoryのアルバム“Moshing Through Tokyo”が同レーベルによってアメリカ全土で発売された。